# Luo Pinchao
Luo Pinchao (juni 1912 - Guangzhou, 15 juli 2010) was een Kantonese operazanger die in 1930 begon op te treden. Het Guinness Book of Records erkende de Chinees als de oudste operazanger ter wereld. Hij overleed in juli 2010 op 98-jarige leeftijd.